# Свинцовка (село)
Свинцовка — село в Саратовском районе Саратовской области России. С 1 января 2022 года входит в состав городского округа Саратова.

## История села
Деревня основана на рубеже XVIII и XIX веков при речке Курдюме (Старый Курдюм). В послереволюционные годы Свинцовка входила в одноимённый сельсовет Вязовской волости.
Во второй XX века село Свинцовка относилось к Клещевскому сельсовету (совхоз «Пригородный»). В 1987 году здесь насчитывалось около 210 жителей, работала пасека, ток.

## Физико-географическая характеристика
Село Свинцовка располагается на севере Саратовского района, в 13 километрах от посёлка Дубки и в 31 километре от областного центра города Саратова. Село располагается на берегах реки Старый Курдюм.
Климат
Климат в селе близок к умеренно-холодному климату. Количество осадков является значительным даже в засушливый месяц (согласно классификации климатов Кёппена — Dfa). Среднегодовая температура — 6,5 °C. Самый сухой месяц — март с 25 мм осадков. В августе количество осадков достигает своего пика — в среднем 45 мм.
| Показатель                            | Янв. | Фев. | Март | Апр. | Май  | Июнь | Июль | Авг. | Сен. | Окт. | Нояб. | Дек. | Год |
| ------------------------------------- | ---- | ---- | ---- | ---- | ---- | ---- | ---- | ---- | ---- | ---- | ----- | ---- | --- |
| Средняя температура, °C               | −10  | −9,5 | −3,7 | 8,2  | 15,9 | 20,6 | 22,5 | 20,8 | 14,7 | 6,6  | −1,3  | −6,6 | 6,5 |
| Норма осадков, мм                     | 39   | 27   | 25   | 26   | 37   | 42   | 44   | 45   | 40   | 36   | 42    | 40   | 443 |
| Источник: Свинцовка (норма 1982-2012) |      |      |      |      |      |      |      |      |      |      |       |      |     |

Часовой пояс
Свинцовка, как и вся Саратовская область, находится в часовой зоне МСК+1. Смещение применяемого времени относительно UTC составляет +4:00.
Уличная сеть
В селе четыре улицы: Дачная, Школьная, Короткая, Заречная. Также к селу относятся три территории садово-некоммерческого товарищества: СНТ Рябина, СНТ Швейник и СНТ Механизатор.

## Население
| 2002 | 2010 |
| ---- | ---- |
| 218  | ↗246 |

На 2019 год в селе проживало 274 человека, насчитывается 89 дворов.

## Инфраструктура
В селе работают дом досуга, фельдшерско-акушерский пункт, магазин. Напротив социокультурного объекта установлена детская игровая площадка. Село газифицировано.
Крестьянское фермерское хозяйство Садояна активно занимается разведением крупного и мелкого рогатого скота.
Свинцовский пруд возле села подходит для ловли рыбы и отдыха на природе.

## Достопримечательности
- Перед Домом культуры в селе Свинцовка расположен сельский парк.

## Фотогалерея
- Дом досуга
- Доска список ветеранов
- Мемориальная доска - список погибших ветеранов
- Детская площадка
- Мост в селе
- Сельский магазин